# فرودگاه ارس – روکلین‌کورت
فرودگاه ارس – روکلین‌کورت (به انگلیسی: Arras – Roclincourt Airport) (به زبان بومی: Aéroport d'Arras - Roclincourt) یک فرودگاه همگانی با کد یاتا QRV است که یک باند فرود چمن دارد و طول باند آن ۱۰۲۵ متر است. این فرودگاه در کشور فرانسه قرار دارد و در ارتفاع ۱۰۳ متری از سطح دریا واقع شده‌است.